# Shintaro Harada
Shintaro Harada (født 8. november 1980) er en tidligere japansk fodboldspiller.
Han har spillet for flere forskellige klubber i sin karriere, herunder Yokohama F. Marinos, Omiya Ardija og Tokushima Vortis.